# Charles Lewis, Jr.
Charles David Lewis, Jr. (San Bernardino, 23 de junio de 1963-Newport Beach, 11 de marzo de 2009), más conocido como Charles "Mask" Lewis, Jr., fue un empresario, promotor y animador estadounidense. Conocido por su apodo de "Mask", Lewis fundó la empresa TapouT, una línea de ropa en 1997, que finalmente se convirtió en una empresa de ropa multimillonaria.

## Fallecimiento
Poco antes de las 1:00 a. m. del 11 de marzo de 2009, Lewis fallecía en un coche de alta velocidad, en Newport Beach, California. Su Ferrari 360 Challenge Stradale, una versión de carreras del Ferrari 360 Modena chocó contra un Porsche 1977, antes de golpear un poste de luz. Se presume que los dos vehículos viajaban junto a otros a alta velocidad, y lo más probable es que estuvieran involucrados en una "carrera callejera". Lewis fue declarado muerto en el lugar. De 23 años de edad, de encaje blanco, Lynn, la mujer del Ferrari de Lewis, fue expulsada del vehículo y fue trasladada a un hospital. Sufrió una fractura de codo y laceraciones. El conductor del Porsche fue arrestado por "homicidio relacionado con el alcohol bruto vehicular". Como un homenaje a sus contribuciones a la UFC, máscara fue introducido en el Salón de la Fama de UFC en UFC 100 Fan Expo, y en su honor, el nombre de Charles "Mask" Lewis se puede apreciar en las dos puertas de entrada al octágono.